# Universidad de garaje
Universidad de garaje, universidad patito en México, Mickey Mouse degree en países como Canadá, universidad chanta en Chile, universidad bamba en el Perú o universidad de cartón es un término usado para referirse a universidades, otras instituciones de educación superior, grados académicos, diplomados o cursos percibidos como irrelevantes, de baja calidad o sin validez oficial aplicados a un segmento específico dentro del sector privado,  conformado por establecimientos que ofrecen educación superior mediante una mínima dotación de infraestructura,   recursos académicos limitados y una ostensible ausencia de controles de calidad. El término es un eufemismo, originado en el uso común de las palabras 'de garaje', 'patito', 'chanta' o 'bamba' como peyorativo para referirse a la improvisación y baja calidad de estas instituciones. Este concepto tomó relevancia luego de su uso frecuente en periódicos y tabloides de Hispanoamérica.

## Orígenes
La palabra “patito” comenzó a usarse a mediados de los años ochenta, en el mundo de los consumidores de cómputo -principalmente los más jóvenes- para establecer la diferencia entre equipos originales, de marca, fabricados con componentes genuinos, y cualquier variedad que careciera de esos atributos: los sin marca o “marca patito”. Seguramente la extensión del término corrió pareja a la inundación en el mercado de productos de imitación. De ahí saltó a otros ámbitos hasta adquirir carta de naturalización en el habla popular urbana, en el discurso público informal, y al cabo en los medios de masas. Al margen de su genealogía, el calificativo “patito”, aplicado a las universidades irregulares, es un eufemismo que evita el pasaje de la designación a la acusación. Por ello, incluso las autoridades educativas  se permiten hablar de “escuelas patito”, sin hacer evidente la paradoja de cuestionar aquello que de algún modo autorizaron.

## Características principales
- Son escuelas enfocadas hacia las carreras de mayor demanda, como derecho, contaduría, administración, informática, ciencias de la comunicación e ingenierías en computación e industrial.
- La gran mayoría de los profesores son contratados por horas.
- No llevan a cabo programas de investigación, o son mínimos, debido a que requieren inversiones que una escuela que busca únicamente lucrarse no está dispuesta a realizar.
- Las áreas de estudio elegidas para impartirse son aquellas en las que es posible ofrecer una enseñanza a corto plazo y bajo costo, sin necesidad de invertir en infraestructura o equipos costosos. En muchos casos no tienen instalaciones propias, sino que son rentadas.
- La institución cambia las carreras o los nombres de éstas: si la demanda disminuye en una, es sustituida inmediatamente por otra carrera.
- En el sentido profundo del término, las universidades “patito” no tienen compromiso con el interés público o con la idea de servir a la sociedad. Las verdaderas universidades han enfatizado el servicio como una responsabilidad clave.[3]
- No hay un control de calidad o un organismo que vigile los procesos de titulación, en muchas de estas escuelas se ofrecen programas de titulación automática con el propósito de atraer un mayor número de estudiantes en detrimento del trabajo universitario y la calidad de sus egresados, tampoco existe un organismo que vigile o verifique la originalidad de los trabajos de tesis realizados por sus alumnos, es decir, el proceso de titulación resulta ser un proceso de compra venta en lugar de un trabajo académico.
- Tanto los planes de estudios como los títulos emitidos pueden no ser reconocidos por las autoridades educativas.

## Expansión
El surgimiento y multiplicación de estos establecimientos es un fenómeno particular de los países subdesarrollados como una falla del sistema educativo en proporcionar una respuesta al problema de acceso a la educación superior y una falla en la legislación para regular la instalación y el seguimiento en la operación de estas escuelas.
"La gran mayoría de las más de 1,100 universidades privadas que hay en México son verdaderas incógnitas...  ninguna instancia gubernamental o no gubernamental puede dar testimonio de la calidad que ofrecen... sólo se sabe lo que ellas mismas publicitan."[cita requerida]

## Calidad no comprobada
De acuerdo a la FIMPES, los RVOE que la Secretaría de Educación Pública otorga en México a las instituciones particulares no son una estricta garantía de que las escuelas impartan educación de calidad: "El RVOE no es más que la certificación de que una institución cumple ciertos mínimos exigidos por la ley, pero no establece si los programas, la biblioteca o las instalaciones de cómputo cumplen con los mínimos de calidad".[cita requerida]